# Кармона, Карлос
Ка́рлос Эми́лио Кармо́на Те́льо (исп. Carlos Emilio Carmona Tello; 21 февраля 1987, Кокимбо) — чилийский футболист, игравший на позиции центрального полузащитника. Выступал в национальной сборной Чили.

## Карьера
Карлос Кармона начал карьеру в клубе второго дивизиона чемпионата Чили «Кокимбо Унидо», в основном составе которого дебютировал в 18 лет. В 2006 году им интересовался клуб «Коло-Коло», однако сделка не состоялась. В 2007 году Кармона перешёл в клуб «О’Хиггинс». Здесь футболист был переведён на фланг, выступая на позиции крайнего полузащитника, а иногда и латераля.
В июне 2008 года Кармона перешёл в итальянский клуб «Реджина», подписав контракт на 4 года; сумма трансфера составила 1 млн евро. В первом же сезоне в составе команды Кармона «вылетел» в серию В, проведя на поле 32 игры. Во втором сезоне он занял с клубом 12-е место во втором итальянском дивизионе.
В апреле 2010 года велись переговоры по поводу перехода Кармоны в «Фиорентину», предложившую за трансфер полузащитника 2,5 млн евро. На следующий год заинтересованность в футболисте проявил московский ЦСКА и французский «Лилль».
В августе 2010 года подписал четырёхлетний контракт с «Аталантой».
В феврале 2017 года Кармона перешёл в клуб-дебютант MLS «Атланта Юнайтед». 5 марта 2017 года в игре против «Нью-Йорк Ред Буллз», в первом в истории «Атланты Юнайтед» матче MLS, он был удалён с поля на 88-й минуте, получив прямую красную карточку. 7 мая 2017 года в матче против «Нью-Йорк Сити» забил свой первый гол за «Атланту Юнайтед».
В январе 2018 года Кармона вернулся на родину, перейдя в «Коло-Коло».

## Международная карьера
В составе молодёжной сборной Чили Кармона играл на двух молодёжных чемпионатах мира. Он был капитаном сборной на первенстве 2007 года, где чилийцы заняли 3-е место.
В июне 2008 года он был впервые вызван Марсело Бьелсой в состав первой сборной, дебютировав 14 июня в матче с Боливией в квалификации чемпионата мира. Всего в отборочном турнире он провёл 11 игр и попал в список игроков, которые поехали на финальный турнир первенства мира.

## Титулы и достижения
- Чемпион Серии B Италии (1): 2010/11